# Zwarte vlek

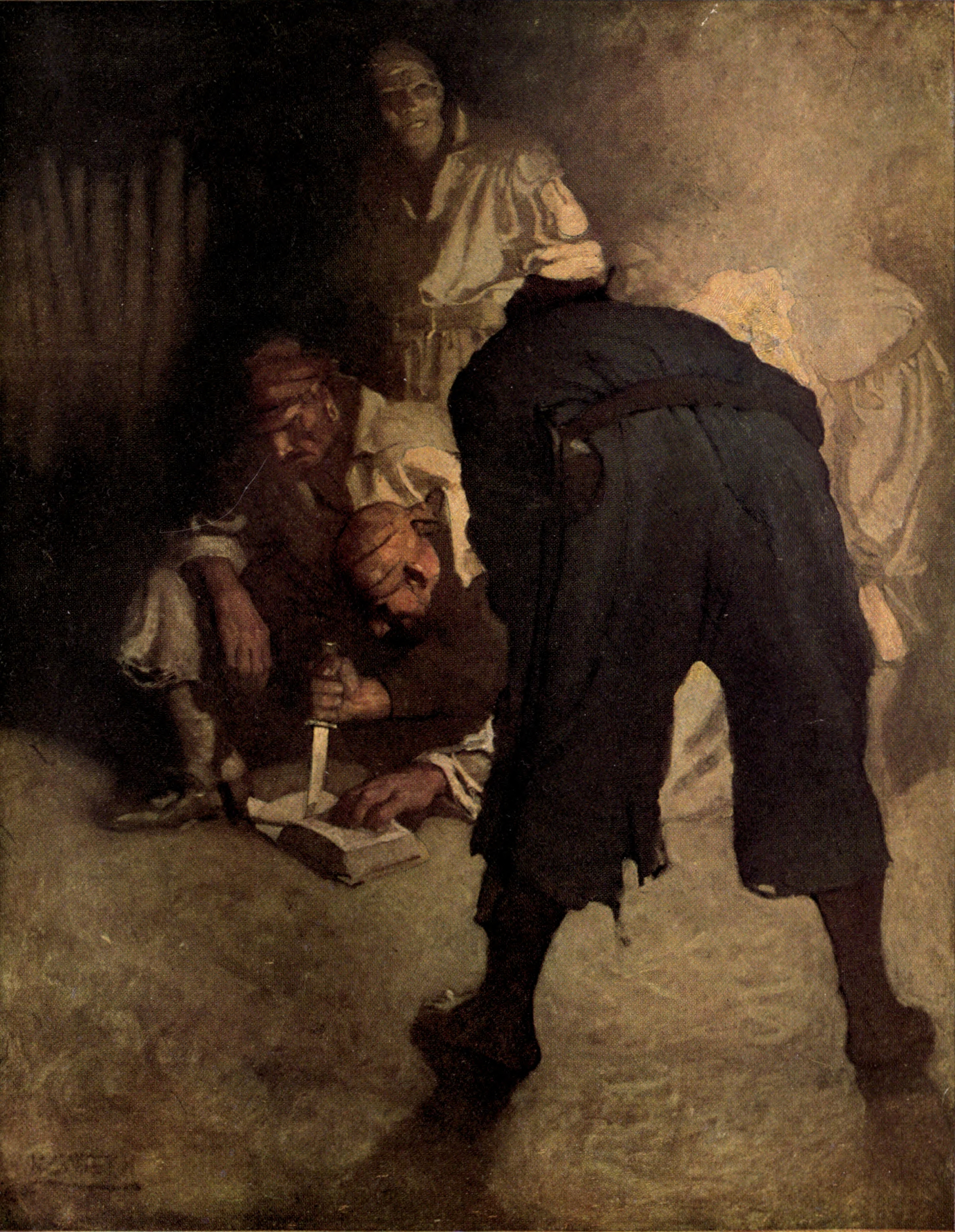
Piraten bereiden de zwarte vlek voor in een illustratie van Schateiland.

De zwarte vlek (black spot) is een aankondiging van de doodstraf onder piraten in de roman Schateiland uit 1883 van Robert Louis Stevenson. In de roman is de zwarte vlek een zwartgemaakt rond stuk papier of karton dat aan de veroordeelde wordt overhandigd. Op de achterkant is een boodschap geschreven.
De zwarte vlek is overgenomen door andere auteurs in werken in het piratengenre, waar de vlek soms op het lichaam verschijnt in plaats van op een externe drager.
De oorsprong van de zwarte vlek ligt misschien in de traditie onder de piraten van het Caraïbisch gebied om een schoppenaas te laten zien aan een verrader of informant. 

## Andere werken
In diverse werken komt een dergelijke zwarte vlek voor, waaronder:
- 1930: In het boek Swallows and Amazons van Arthur Ransome geven de Amazon Pirates aan hun oom, Kapitein Flint, een zwarte stip van papier, met op de achterkant de mededeling dat hij niet langer hun oom is.
- 1996: in de film Muppet Treasure Island, gebaseerd op Schateiland, wordt een stuk papier met een zwarte vlek aan Billy Bones overhandigd. Long John Silver krijgt er een die is aangebracht op een pagina uit de Bijbel
- 2000: in het computerspel Skies of Arcadia worden spelers geconfronteerd met een zwarte vlek, een boodschap van een premiejager dat ze opgejaagd en gedood zullen worden.
- 2006: in de Disneyfilm Pirates of the Caribbean: Dead Man's Chest krijgt men de zwarte vlek als een bemanningslid van Davy Jones iemand aanraakt. Ze krijgen dan de keuze om bij Jones te blijven, zodat de vlek weer verdwijnt, of om weg te blijven en dan te verdwijnen. Kapitein Jack Sparrow ondergaat deze vloek en probeert hem weer te laten verdwijnen. De zwarte vlek verschijnt op de hand.
- 2011: in de aflevering The Curse of the Black Spot uit het 32e seizoen van Doctor Who, die zich afspeelt op een piratenschip, verschijnt de vlek op de hand van gewonden. De sirene zal ze vervolgens meesleuren in de diepte.